# Грядущий, Борис Абрамович
Борис Абрамович Грядущий (25 сентября 1932 — 23 июня 2022) — украинский деятель науки, Герой Украины (2008).
Доктор технических наук, профессор. Академик двух украинских и одной иностранной академий.

## Биография
Родился 25 сентября 1932 года в Днепропетровске.
Окончил Донецкий индустриальный институт и с того времени почти 50 лет связан с угольной промышленностью Донбасса.
С апреля 2002 года — председатель правления акционерного общества «Научно-исследовательский институт горной механики имени М. М. Федорова», а также директор Донецкого научно-исследовательского угольного института (ДонУГИ).
Скончался на 90-м году жизни 23 июня 2022 года. Похоронен в колумбарии Байкового кладбища Киева.

## Награды и звания
- Звание Герой Украины (с вручением ордена Державы, 27.08.2008 — за весомый личный вклад в укрепление энергетического потенциала государства, многолетний самоотверженный шахтёрский труд и по случаю Дня шахтёра).
- Орден «За заслуги» II ст. (2012 год)[4]
- Почётный знак отличия Президента Украины (1996 год)[5]
- Знак отличия Президента Украины — юбилейная медаль «20 лет независимости Украины» (19 августа 2011 года)[6]
- Лауреат Государственной премии СССР (1985, горный электромеханик).
- Заслуженный шахтёр Украины (2002).